# Claude Challe
Pour les articles homonymes, voir Challe.
 (septembre 2013).
Si vous disposez d'ouvrages ou d'articles de référence ou si vous connaissez des sites web de qualité traitant du thème abordé ici, merci de compléter l'article en donnant les références utiles à sa vérifiabilité et en les liant à la section « Notes et références ».
Claude Challe est un designer sonore et DJ français, né en 1945 en Tunisie, connu pour être le cofondateur de Buddha Bar.

## Biographie
Né en 1945 en Tunisie, Claude Challe arrive à Paris en 1948. A seulement 18 ans, en 1963, il ouvre le premier salon de coiffure unisexe puis devient membre, en 1968, d'une communauté hippie en Sardaigne durant deux ans, qui est isolée et installée dans des grottes. À l'aube des années 1980, il ouvre une boutique de vêtements, nommée Madrigal, dans le quartier des Halles, surfant sur la tendance des Nouveaux Romantiques.
Il devient ensuite une figure de la grande époque des Bains Douches, célèbre boîte de nuit parisienne où il dirigea la programmation musicale à partir de 1985, peu de temps après que le club ait été racheté en 1984 par Hubert Boukobza à ses deux créateurs, Jacques Renault et Fabrice Coat. Il est d'ailleurs un invité récurrent de Lunettes noires pour nuits blanches, l'émission de Thierry Ardisson qui avait pour cadre ce club, quand elle s'appelait Bains de Minuit. Grand amateur de poésie, Claude Challe cite souvent le recueil Les Plus Beaux Mots d'Amour comme étant la clé de voûte de son œuvre musicale. Il précise : « je ne suis pas DJ ! Je ne suis pas musicien, ni un technicien. À l'époque où je jouais souvent en Angleterre, on m'a qualifié de « sound designer », je trouve que c'est la formule la plus proche de la réalité. [… aux] Bains Douches, je m'occupais du son et puis, de temps en temps, je passais derrière les platines pour m'amuser. »

## Style musical
L'œuvre musicale de Claude Challe se veut éclectique de par les nombreuses influences qui l'ont marqué au cours de ses voyages. Il intègre par exemple dans certains de ses titres des beats minimalistes sur des morceaux de bossa nova classiques.

## Discographie
- Buddha Bar 1 & 2
- Lover Dose
- Sun
- Kink's mood
- Je Nous Aime
- Flying Carpet
- Emmanuelle
- Select 2008
- Select 2009
- Select 2010
- Six Sense